# Léonie Simaga
Pour les articles homonymes, voir Léonie.
Léonie Simaga, née en 1978 à Marseille, est une comédienne et metteuse en scène française, sociétaire de la Comédie-Française de 2010 à 2015.

## Biographie
Son père et sa mère se rencontrent à Rennes pendant leurs études. Elle, bretonne, se prépare à enseigner le français. Lui, malien, est ingénieur agronome. Son grand-père breton, Jean-Baptiste Le Gall, mort durant la libération de Brest en 1944, est décoré de la Légion d'honneur. 
Après son baccalauréat obtenu à la Maison d'éducation de la Légion d'honneur, elle entre en hypokhâgne, puis en khâgne dans des lycées parisiens pour ensuite obtenir son diplôme de l'Institut d'études politiques de Paris (promotion 2002). Elle est aussi titulaire d'une licence d'histoire. Elle fait ses études théâtrales au Studio-théâtre d'Asnières, puis au Conservatoire national supérieur d'art dramatique de 2002 à 2005.
Elle joue à la Comédie-Française dans Esther de Racine, puis en 2004, dans Papa doit manger de Marie NDiaye. Elle est engagée comme pensionnaire en 2005. Elle a notamment interprété le rôle de l'Infante dans Le Cid de Corneille pendant la saison 2005-2006, et interprète en 2007 le rôle de Chimène dans cette même pièce, en alternance avec le rôle de Lucietta dans la pièce de Goldoni Il campiello. Elle devient sociétaire de la Comédie-Française le 1er janvier 2010.
Léonie Simaga réalise également plusieurs mises en scène pour la Comédie-Française comme, en 2007, Pour un oui ou pour un non de Nathalie Sarraute et, en 2014, Othello de William Shakespeare.
Elle quitte la Comédie-Française fin 2015.

## Théâtre

### Comédie-Française
- Entrée à la Comédie-Française le 13 juillet 2005
- Sociétaire le 1er janvier 2010
- 520e sociétaire
- Départ le 31 décembre 2015

### Comédienne
- 2003 : Esther de Racine, mise en scène Alain Zaepffel
- 2004 : Papa doit manger de Marie NDiaye, mise en scène André Engel
- 2004 : Les Fables de La Fontaine, mise en scène Bob Wilson : la bergère, le chat, la couleuvre et le moucheron
- 2005 : Le Cid de Corneille, mise en scène Brigitte Jaques-Wajeman : l'infante
- 2005 : Le Menteur de Corneille, mise en scène Jean-Louis Benoît : Lucrèce
- 2005 : Le Malade imaginaire de Molière, mise en scène Claude Stratz : Angélique
- 2005 : L’Amour médecin – Le Sicilien ou l'Amour peintre, deux comédies-ballets, de Molière et Lully, mise en scène Jean-Marie Villégier et Jonathan Duverger : La Comédie, Lucinde, Climène
- 2006 : Cyrano de Bergerac d'Edmond Rostand, mise en scène Denis Podalydès : Roxanne
- 2007 : Il campiello de Carlo Goldoni, mise en scène Jacques Lassalle : Lucietta
- 2007 : Le Cid de Corneille, mise en scène Brigitte Jaques-Wajeman : Chimène
- 2008 : Vie du grand Don Quichotte de la Manche et du gros Sancho Pança d'António José da Silva, mise en scène Émilie Valantin : Nièce, Dulcinée, Chirurgien, Muse, Courtisane, Comédienne
- 2008 : Penthésilée d'Heinrich von Kleist, mise en scène Jean Liermier : Penthésilée
- 2008 : Le Mariage forcé de Molière et Lully, mise en scène Pierre Pradinas, Studio-Théâtre : Dorimène
- 2008 : Le Mariage de Figaro de Beaumarchais, mise en scène Christophe Rauck : Fanchette
- 2009 : Quatre pièces de Georges Feydeau, mise en scène Gian Manuel Rau : Lucile (Amour et Piano), Annette (Feu la mère de Madame)
- 2009 :  L'Ordinaire de Michel Vinaver, mise en scène Michel Vinaver et Gilone Bru : Sue
- 2010 : Paroles, pas de rôle/Vaudeville, mise en scène Peter Van Den Eede, Matthias de Koning, Damiaan de Schrijver, Théâtre du Vieux-Colombier
- 2010 : Le Mariage forcé de Molière et Lully, mise en scène Pierre Pradinas, Studio-Théâtre
- 2010 : Andromaque de Racine, mise en scène Muriel Mayette, Salle Richelieu : Hermione
- 2011 : Un tramway nommé Désir de Tennessee Williams, mise en scène Lee Breuer, Salle Richelieu, Eunice Hubbell
- 2011 : L'Opéra de quat'sous de Bertolt Brecht et Kurt Weill, mise en scène Laurent Pelly, Salle Richelieu : Polly Peachum
- 2011 : Andromaque de Racine, mise en scène Muriel Mayette, Théâtre antique d'Orange, Salle Richelieu : Hermione
- 2011 : Le Jeu de l'amour et du hasard de Marivaux, mise en scène Galin Stoev, Comédie-Française au Cent Quatre : Silvia
- 2012 : Un Chapeau de paille d'Italie d'Eugène Labiche, mise en scène Giorgio Barberio Corsetti, Salle Richelieu, Virginie, bonne chez Beauperthuis
- 2014 : Andromaque de Jean Racine, mise en scène de Muriel Mayette : Hermione
- 2014 : Trahisons de Harold Pinter, mise en scène Frédéric Bélier-Garcia, Théâtre du Vieux-Colombier : Emma

### Mise en scène
- 2007 : Pour un oui ou pour un non de Nathalie Sarraute, Studio-Théâtre puis Théâtre du Vieux-Colombier
- 2014 : Othello de William Shakespeare, Théâtre du Vieux-Colombier

### Hors Comédie-Française

#### Comédienne
- 2007 : Malcolm X de Mohamed Rouabhi, mise en scène de Bryan Polach, Théâtre-Studio d'Alfortville
- 2022 : Quadrille de Sacha Guitry, mise en scène Jean-Romain Vesperini, théâtre Montansier

#### Mise en scène
- 2005 : La Dernière Lettre de Vassili Grossman, Théâtre du Conservatoire
- 2005 : Épître aux jeunes acteurs, d'Olivier Py, Théâtre du Conservatoire
- 2016 : Pour un oui ou pour un non de Nathalie Sarraute, Théâtre de Poche Montparnasse

Lors de ses études à l'Institut d'études politiques de Paris, elle met aussi en scène Quai Ouest de Koltès, en 2001, et Andromaque de Racine, en 2002.

## Filmographie

### Cinéma

#### Longs métrages
- 2009 : Le Bal des actrices de Maïwenn : la nounou
- 2010 : Copacabana de Marc Fitoussi : Katia
- 2010 : Mon pote de Marc Esposito : Anna
- 2017 : Jeune Femme de Léonor Seraille : Yuki
- 2017 : Une saison en France de Mahamat Saleh Haroun : Martine
- 2018 : Les Chatouilles d'Andréa Bescond et Éric Métayer : Lola
- 2019 : Alice et le Maire de Nicolas Pariser : Isabelle Leinsdorf
- 2022 : Le Parfum vert de Nicolas Pariser : Louise
- 2022 : La Cour des miracles de Carine May et Hakim Zouhani : Ingrid
- 2023 : Le Processus de paix d'Ilan Klipper : Aïssa

#### Courts métrages
- 2004 : Mathilde au matin de Maria de Medeiros : Mathilde
- 2022 : Périphérie de Thibault Bru : Soraya

### Télévision

#### Séries télévisées
- 2009 : Vénus et Apollon : Marianne
- 2013 : Les Limiers : Sarah Mauduit
- 2015 : Trepalium : Izia Kattel / Thaïs Garcia
- 2018 : Les Impatientes : Isabelle Maroni
- 2020 : The Eddy : Commandant Keïta
- 2020 : La Flamme : Sarah
- 2021 : Nona et ses filles : Rosi
- 2021 -2023 : Je te promets : Agnès
- 2023 : LT-21  : Asia Dialo
- 2023 : Machine : Colonel Karras
- 2024 : Le Négociateur : Frédérique
- 2024 : Brocéliande : Pauline
- 2025 : L'Intruse : Aline
- 2025 : 37 Secondes : Laurence Binet
- 2025 : Clean : Jess
- 2025 : Apparences : Capitaine Sarah Santoni

#### Téléfilms
- 2013 : Surveillance de Sébastien Grall : Léa
- 2014 : Que d'amour ! de Valérie Donzelli : Silvia
- 2020 : Meurtres à Albi de Delphine Lemoine : Annabelle Dalmasio
- 2023 : Les Secrets du paquebot de Christophe Lamotte : Capitaine Léa Tounkara
- 2023 : Respire de Jérôme Cornuau : Sofia

## Distinctions

### Décoration
- 2013 :  Chevalière de l'ordre des Arts et des Lettres par le Ministère de la Culture

### Récompenses
- Prix du Syndicat de la critique 2006 : Prix de la révélation théâtrale de l'année pour Le Cid
- Biennale d'Art de Venise 2007 : Lionceau d'or
- Festival de la fiction TV de La Rochelle 2018 : Meilleure interprétation féminine pour Les Impatientes[5]